# Escolania del Mercadal
L'Escolania del Mercadal (1906-1964). Va ser un cor de veus blanques de l'església de Santa Susanna del Mercadal de Girona, Sota la direcció del mestre de capella, el cor estava format principalment per nens del barri del Mercadal d'entre sis i catorze anys i va estar actiu entre els anys 1906 i 1964, L'escolania era l'encarregada de cantar a l'ofici parroquial dels diumenges i festius i participava en totes les solemnitats de la parròquia. Les seves activitats no es limitaven al cant religiós dins l'àmbit de l'església sinó que també disposava d'un repertori de cant coral que els permetia actuar en festes i celebracions i era, a la vegada, un centre d'esplai on s'organitzaven festivals, excursions, aplecs i romiatges.

## Història
L'Escolania del Mercadal va ser fundada per mossèn Joan Maria Roquet-Jalmar i Oms l'any 1906, quan just després de la seva ordenació sacerdotal, va ser nomenat organista i mestre de capella del Mercadal. El va succeir en el càrrec mossèn Joan Perramon i Oliva fins a l'any 1923.
La figura de mossèn Ferran Forns va ser clau en l'èxit i reconeixement de l'escolania. Va estar vinculat a diferents entitats i institucions de la ciutat, creant vincles entre elles. L'any 1927, juntament amb el violinista Josep M. Carbonell, va organitzar una acadèmia musical amb classes de solfeig, teoria, violí i piano, amb seu al carrer Cort Reial, num. 3, 2n. Durant els anys de la República, mossèn Forns va estar al capdavant de les activitats del grups avantguardistes sota l'ideari de la Federació de Joves Cristians de Catalunya (FJCC). Va exercir com a mestre de música a l'Hospici Provincial, des d'on va ajudar a molts nens refugiats de la Segona Guerra Mundial. També va ser durant més de 20 anys professor del Seminari Diocesà, i exercí també a l'Institut Francès, al col·legi dels germans Maristes i capella de la Casa de Misericòrdia.
Ja de tornada a Girona, el 1939, va reprendre les activitats i va ser nomenat consiliari del Frente de Juventudes de la Falange Española a Girona, pel bisbe Josep Cartañà.
Els cantaires deixaven el cor als catorze anys, tot i així el vincle amb l'escolania i mossèn Forns va perdurar en el temps gràcies a l'agrupació d'antics alumnes que aglutinava tots aquests joves i adults que i organitzava activitats, excursions i, de forma anual, celebraven les anomenades Diades de Germanor, punt de retrobament amb els antics companys per rememorar el seu pas per l'escolania. Aquestes jornades van ser presidides sempre per mossèn Forns i es varen interrompre a la seva mort, el 1970.
Durant anys els antics alumnes es van reunir per la festivitat de la Mare de Déu de Montserrat per fer un concert a l'església de Santa Susanna del Mercadal.